# 1929 Коллаа
1929 Коллаа (1929 Kollaa) — астероїд головного поясу, відкритий 20 січня 1939 року.
Тіссеранів параметр щодо Юпітера — 3,534.